# Endangered Species Act
L'Endangered Species Act of 1973 o ESA és la més vasta de les dotzenes de lleis ambientals que els Estats Units d'Amèrica promulgaren durant la dècada del 1970. Com està escrit a l'article segon de la llei, fou creada per protegir les espècies críticament amenaçades d'extinció com a "conseqüència del creixement econòmic i desenvolupament intemperats per la preocupació i conservació adequades".